# Cantone di Dreux-Sud
Il Cantone di Dreux-Sud era una divisione amministrativa dell'arrondissement di Dreux.
A seguito della riforma approvata con decreto del 24 febbraio 2014, che ha avuto attuazione dopo le elezioni dipartimentali del 2015, è stato soppresso.

## Composizione
Comprendeva parte della città di Dreux e i comuni di:
- Aunay-sous-Crécy
- Garnay
- Marville-Moutiers-Brûlé
- Tréon
- Vernouillet